# 闇鷹
闇鷹（やみたか）は、架空戦記『旭日の艦隊』に登場する架空の軍用機。

## 特徴
本機はその『闇鷹』の名の通り闇＝夜間だけでなく全天候下において作戦行動を行うために逆ガル式の主翼にレーダー（右翼）、赤外線センサー（左翼）を備え、レシプロ機からプロペラを外した外観をした機体は細部に亘り悪天候下での離着陸の衝撃に備えて強化措置が施されていた。爆装なしの状態では、戦闘機としての能力も高かった。

### 諸元
機体詳細
- 全長:10.85m
- 全幅:12.04m
- 全備重量:5,925kg
- 最高時速:810km/h
- 発動機:火流-32ジェットエンジン×1基(推力1,370kg)
- 乗員:1名

武装
- 30mm機関砲:2門
- 20mm機関砲:2門
- 爆弾搭載量:1t
- ギ式噴進誘導弾:2発
- 多連装ロケット発射機:2基

### 誘導弾諸元
レーダー逆探式空対地ミサイル。固体ロケット推進方式。
重量：220kg
全長：3.5m
速度：マッハ1.25
有効射程：25km

## 劇中での活躍
デビュー戦となった照和21年2月の「心臓作戦」において先陣を切って独レーダー網に穴を開ける基地攻撃や重要科学者の救出護衛任務に活躍し、数ヵ月後、ノルウェー攻撃の際もレーダー基地攻撃に活躍した。

## メディア毎の相違

### コミック版での闇鷹
コミック版では前世ソ連機『Yak-23』を低翼逆ガル式に変更したような機体として描かれた。
また、操縦席には逆探投影機と高感度造影装置が搭載されており、夜戦機として十分な装備を備えている事を窺わせた。